# Shili Huizu
Shili Huizu (kinesiska: 十里回族乡, 十里) är en socken i Kina. Den ligger i provinsen Sichuan, i den sydvästra delen av landet, omkring 230 kilometer norr om provinshuvudstaden Chengdu. Antalet invånare är 3 140. Befolkningen består av 1 491 kvinnor och 1 649 män. Barn under 15 år utgör 22,0 %, vuxna 15-64 år 70 %, och äldre över 65 år 6,0 %.
Genomsnittlig årsnederbörd är 1 102 millimeter. Den regnigaste månaden är maj, med i genomsnitt 203 mm nederbörd, och den torraste är december, med 4 mm nederbörd.